# Ninetis minuta
Ninetis minuta är en spindelart som först beskrevs av Lucien Berland 1919.  Ninetis minuta ingår i släktet Ninetis och familjen dallerspindlar. Inga underarter finns listade i Catalogue of Life.